# Mittlerer Gleithörnchenbeutler
Der Mittlere Gleithörnchenbeutler (Petaurus norfolcensis) ist eine Art der nachtaktiven Gleitbeutler (Petauridae) und zählt zur Gattung der Gleithörnchenbeutler (Petaurus). Er ist weitaus weniger bekannt als sein kleinerer Verwandter, der Kurzkopfgleitbeutler (Petaurus breviceps) und wird dadurch auch oft mit diesem verwechselt.

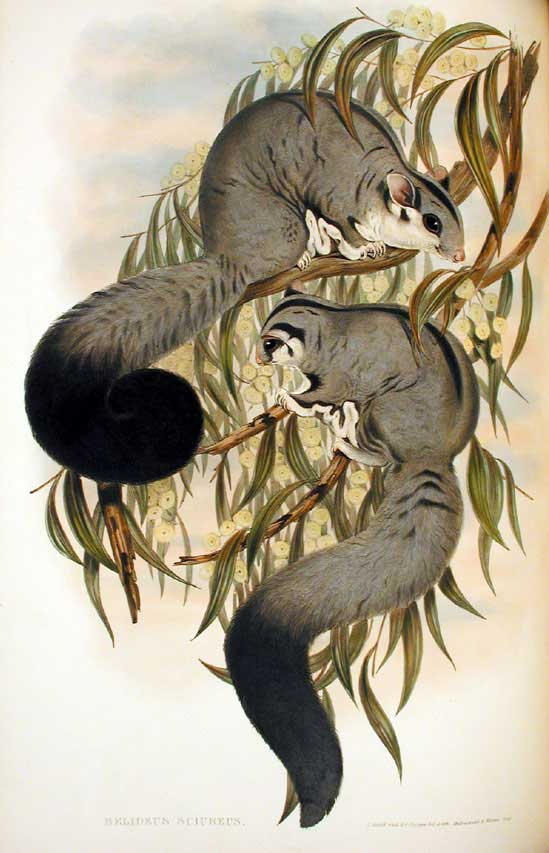
Mittlere Gleithörnchenbeutler

## Merkmale
Der Mittlere Gleithörnchenbeutler ist, wie sein Name schon vermuten lässt, ein mittelgroßer Vertreter seiner Gattung. Mit einer Kopf-Rumpf-Länge von circa 18–25 cm ist er in etwa doppelt so groß wie der Kurzkopfgleitbeutler. Sein Gewicht beträgt 190–330 g.
Sein Fell ist an der Oberseite gräulich, mit einem schwarzen bis braunen Rückenstrich vom Kopf über den Rumpf, bis hin zum Schwanz, wo er dann ausläuft oder aber sich verbreitert und die ganze Schwanzspitze schwarz färbt. Der buschige Schwanz ist etwa gleich lang wie der restliche Körper und die Behaarung wird von der Basis zur Spitze kürzer. Bauchseitig ist das Fell des Mittleren Gleithörnchenbeutlers weiß und bei weiblichen Tieren liegt hier der Beutel.
Die für die Gattung Petaurus typische Flugmembran spannt sich beim Gleitflug an den Körperseiten zwischen den Handgelenken und den Knöcheln der Hinterbeine, wodurch ein viereckiges Flugbild entsteht (anders als beim Riesengleitbeutler, bei dem durch das Münden der Gleitmembran in der Ellenbogengegend ein dreieckiges Flugbild entsteht). Die dünne Membran ist an der Oberseite normal behaart, an der Unterseite etwas weniger. Beim Klettern und Umherlaufen ist sie im Flankenfell verborgen, was die Tiere recht rundlich aussehen lässt.

### Unterschiede zum Kurzkopfgleitbeutler
Abgesehen vom Größenunterschied sieht der Mittlere Gleithörnchenbeutler seinem kleinen Verwandten recht ähnlich. Er besitzt jedoch eine deutlichere Gesichtszeichnung als der Kurzkopfgleitbeutler. Sein Kopf ist überdies länger und spitzer, auch seine Ohren sind länger und schmaler. Sein Schwanz ist, vor allem an der Basis, buschiger als der seines kleinen Verwandten. Die weiße Schwanzspitze, wie sie beim Kurzkopfgleitbeutler vorkommt, gibt es beim Mittleren Gleithörnchenbeutler nicht. Er weist ausschließlich graue und schwarze Schwanzspitzen auf.

## Lebensweise
Mittlere Gleithörnchenbeutler sind nachtaktive Baumbewohner mit einer durchschnittlichen Lebenserwartung von etwa drei bis fünf, manchmal auch sechs Jahren in freier Wildbahn. In Gefangenschaft werden sie mit bis zu elf Jahren deutlich älter.
Sie leben in Gruppen von einem Männchen, ein bis zwei Weibchen und deren Nachwuchs des jeweiligen Jahres. Eine Gruppe bewohnt mehrere Baumhöhlen innerhalb ihres circa drei bis fünf Hektar großen Reviers. Durch die große Affinität zu ihrem Revier übersiedeln die Tiere meist nicht, auch wenn große Teile davon zerstört werden. Die Männchen markieren ihr Territorium mit Hilfe einer gut ausgeprägten Duftdrüse auf ihrer Stirn.
Mittlere Gleithörnchenbeutler nächtigen in mit Blättern ausgekleideten Baumhöhlen. Diese sind bevorzugt innen geräumig, der Eingang jedoch ist möglichst eng und damit für potentielle Feinde unzugänglich. Für die Nestauskleidung sammeln die Mittleren Gleithörnchenbeutler Blätter. Hierbei hängen sie sich mit ihren Hinterbeinen kopfüber an einen Ast und brechen mit den Vorderbeinen die Blätter ab. Dann fassen sie das Blätterbündel mit ihrem Schwanz und tragen es zur Höhle, wo sie die Blätter mit Urin anfeuchten und die Höhle damit auskleiden. So entsteht nach und nach ein kugelförmiges Nest im Baum.
Das Leben in den Bäumen wird den Mittleren Gleithörnchenbeutlern nicht nur durch ihre Kletterkünste ermöglicht, sondern auch durch die für die Gattung Petaurus typische Eigenschaft des Gleitflugs. Beim Absprung von einem hohen Baum strecken die Gleithörnchenbeutler ihre Vorder- und Hinterbeine und spannen damit die Gleitmembran. Dabei bieten sie nach Worten von Ludwig Heck „einen ganz eigentümlichen Anblick: als ob das Tier plötzlich alle körperliche Dicke verlöre und sozusagen zum Handtuch würde“.  Auf diese Weise können sie bis zu 50 Meter weit zum nächsten Baum gleiten, wobei dies natürlich von der Höhe ihres Absprunges abhängt. Mit ihrem langen, buschigen Schwanz steuern sie in der Luft ihre Flugbahn und können so auch von ihrem ursprünglichen Ziel auf ein anderes abschwenken. Am nächsten Baum landet das Tier mit dem Kopf nach oben, legt seinen Schwanz um den Stamm und läuft in Spiralen um den Stamm hoch, wo es dann abermals abspringt. Junge Mittlere Gleithörnchenbeutler sitzen beim Gleitflug oft auf dem Rücken ihrer Mutter, welche zeitweilig auch schon die nächsten Sprösslinge im Beutel trägt.

### Fortpflanzung
Die Paarungszeit des Mittleren Gleithörnchenbeutlers reicht von Juni bis Januar. Während dieser Zeit weisen die Weibchen einen gut entwickelten Beutel auf, in dem sich vier Zitzen befinden. Nach einer Tragzeit von circa drei Wochen gebären sie ein bis drei, meistens aber zwei Junge, welche gleich in den Beutel der Mutter kriechen und dort mindestens zehn weitere Wochen bleiben. Die nächsten sechs Wochen verbringen die jungen Mittleren Gleitbeutler im Nest, dort entwickelt sich ihr Fell fertig und ungefähr am 85. Tag ihres Lebens öffnen sich ihre Augen. Im Alter von 110 bis 120 Tagen begeben sich die Sprösslinge langsam mit ihrer Mutter auf Futtersuche. Mit 12 bis 18 Monaten, wenn die Geschlechtsreife eintritt, verlassen sie die Gruppe.

### Nahrung
Der Mittlere Gleithörnchenbeutler ist ein Allesfresser. Seine Nahrung ist saisonabhängig, besteht aber typischerweise hauptsächlich aus Nektar und Pollen aus Eukalyptusblüten, und wirbellosen Tieren wie Insekten oder Spinnen. Im Vergleich zu den anderen Gleithörnchenbeutlerarten frisst der Mittlere Gleithörnchenbeutler deutlich mehr Insekten.
Um an Pflanzensekrete (zum Beispiel den Saft bestimmter Eukalyptusarten, oder Akazienharz) zu kommen, ritzt er mit seinen spitzen Zähnen Bäume an und leckt die austretenden Sekrete auf. Eine weitere Nährstoffquelle stellt der Honigtau dar. Vereinzelt kann es auch vorkommen, dass ein Mittlerer Gleithörnchenbeutler kleine Wirbeltiere erlegt.

## Verbreitung und Lebensraum

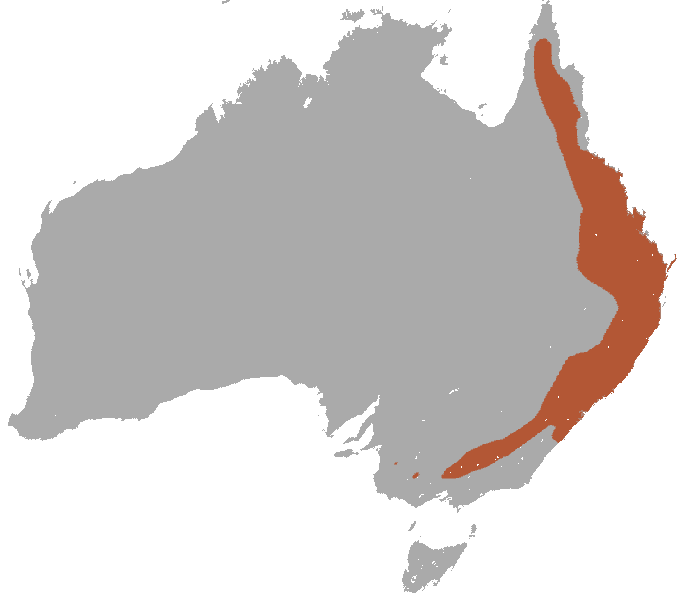
Verbreitungsgebiet des Mittleren Gleithörnchenbeutlers

Das Verbreitungsgebiet des Mittleren Gleithörnchenbeutlers erstreckt sich in einem breiten Band vom nordöstlichen Queensland über den Osten von New South Wales bis ins südöstliche Victoria. Es ist allerdings auch berichtet worden, dass Vertreter dieser Art an der Grenze von Victoria und Südaustralien gesichtet wurden.
Bevorzugt bewohnt werden offene Eukalyptuswälder und Eukalyptus-Woodlands von Meeresniveau bis 1200 m Seehöhe, aber auch Küstenwälder in Queensland. Normalerweise sind das eher trockene Wälder, aber teilweise bewohnen Mittlere Gleithörnchenbeutler auch feuchtere Waldgebiete, die an Regenwälder im südöstlichen Queensland angrenzen. Wichtig ist, dass die Bäume genug Höhlen zur Verfügung stellen und die Strauchschichten aus Banksia oder Akazien eine Nektarversorgung über den Winter gewährleisten.
Auch in städtischer Gegend, zum Beispiel in den Parks und Gärten von Brisbane, gibt es Mittlere Gleithörnchenbeutler, allerdings werden sie aufgrund ihrer nachtaktiven Lebensweise nur selten gesehen.
Ihr Verbreitungsgebiet ist im Allgemeinen sehr lückenhaft, da sie durch die Fragmentierung ihres Lebensraums oft nur noch kleine Waldstreifen bewohnen können.

### Gefährdung
Natürliche Feinde des Mittleren Gleithörnchenbeutlers sind vor allem Warane, Beutelmarder, Pythons und Eulen. Aber auch verwilderte Tiere wie Hunde und Katzen sind eine Bedrohung für ihn.
Die Hauptbedrohung geht jedoch vom Menschen aus: Durch die Abholzung für Feuerholz und Zweckholz, Massenrodungen für die Landwirtschaft und auch durch die Urbanisierung nehmen Qualität und Größe der Habitatreste des Mittleren Gleithörnchenbeutlers ab. Auch gibt es zu wenig passende Baumhöhlen in vielen seiner Habitatfragmente, und die Regeneration der Bäume und Sträucher wird oftmals von grasenden Tieren (zum Beispiel Hasen und Kängurus) erschwert.
In der IUCN-Redlist ist die Art als nicht gefährdet (least concern) angeführt, mit der Begründung, die Art sei weit verbreitet und habe eine, wie angenommen wird, große Population. Außerdem komme sie in einigen geschützten Gebieten vor und es sei unwahrscheinlich, dass ihre Zahl so abnimmt, dass man sie als gefährdet auflisten könne („Listed as Least Concern in view of its wide distribution, presumed large population, occurrence in a number of protected areas, and because it is unlikely to be declining at nearly the rate required to qualify for listing in a threatened category.“ (2008)).
Da der Bestand der Mittleren Gleithörnchenbeutler dennoch schrumpft, wird empfohlen, zur Schadensminderung Nestboxen anzubringen, die ökologischen Bedürfnisse der Tiere und den Einfluss der Habitatveränderung zu erforschen und des Weiteren auch den Habitat-Schutz in staatlichen Wäldern und in Parks zu erweitern. Vor allem in peripheren und isolierten Gebieten sollte außerdem der Bestand genau beobachtet werden.